# Automa
Automa, ISSN 1210-9592, je český odborný recenzovaný neimpaktovaný časopis pro automatizaci, regulaci a průmyslovou informatiku. Vydává jej Automa-časopis pro automatizační techniku, s. r. o. sídlící v Děčíně. Vychází od roku 1995. Automa je měsíčník, do roka vyjde deset čísel a v letních měsících jedno dvojčíslo. Každý rok vychází navíc několik úzce specializovaných příloh. K tradičním tématům časopisu patří robotika, procesní automatizace a snímače pro automatizaci. Nově se časopis zaměřuje na inteligentní budovy. Časopis je mediálním partnerem řady školících akcí a odborných konferencí v elektrotechnice, spolupracuje se středními i vysokými elektrotechnickými školami, je spolupořadatelem soutěží v programování.
Standardní náklad čísla je 2 200 výtisků, při významných akcích až o 50 % vyšší. Šéfredaktorem je Petr Bartošík. Je určen návrhářům a integrátorům automatizovaných systémů, pracovníkům inženýrských a konzultačních firem, uživatelům automatizační techniky včetně techniků provozu a údržby, prodejcům automatizační techniky a pracovníkům obchodně-technické podpory, pracovníkům výzkumu a vývoje automatizační techniky, programátorům a návrhářům softwaru, studentům a učitelům, vedoucím pracovníkům a manažerům všech stupňů. Běžné číslo má 64 stran a formát 210 × 295 mm.